# Перша Цзянсу-чжецзянська війна
Цзянсу-чжецзянська війна (кит.江浙战争; також знана як війна між Ці та Лу (кит. 齐卢战争)) — бойові дії між військовим губернатором провінції Цзянсу Ці Сеюанем і військовим губернатором провінції Чжецзян Лу Юнсяном, що відбулися восени 1924 року.

## Передумови
Найбагатше місто Китаю, Шанхай, історично належав Цзянсу і знаходився під владою губернатора провінції Чжецзян Лу Юнсяна з Аньхойського клану мілітаристів. Відповідно, Пекінський уряд, який в 1924 році контролювала Чжилійська кліка, був практично позбавлений можливості збирати митні збори й контролювати залізниці, що проходять через місто. Важливим фактором була і нелегальна торгівля опіумом, на доходи від якої утримувалася армія. Наприкінці літа 1924 року Ці Сеюань випустив маніфест, в якому оголосив Лу Юнсяна в незаконному нарощуванні озброєння і сепаратистських настроїв.

## Бойові дії
У вересні 1924 рокуЦі Сеюань разом з союзниками — Сунь Чуаньфаном з провінції Фуцзянь і Чжан Веньшеном з провінції Аньхой — почав наступ на Лу Юнсяна. 3 вересня цзянсуське військо відкрило вогонь в Ісіні, а вже 18 вересня війська Ці Сеюаня атакували Ханчжоу, змусивши Лу Юнсяна відступити в Шанхай. 13 жовтня Лу Юнсян втік у Нагасакі (Японія).